# Mohand Amokrane Khelifati
Mohand Amokrane Khelifati (kabyle : Muḥend Ameqṛan Xelifati), né le 6 octobre 1912 à Ain El Hammam et mort le 24 janvier 1991 à Paris 20e (France), est un homme politique algérien et linguiste autodidacte. Il a adhéré très tôt au mouvement nationaliste algérien et milité toute sa vie pour la cause berbère.

## Biographie
Mohand Amokrane Khelifati est né le 6 octobre 1912 à Azrou Kollal, commune de Ain El Hammam (ex Michelet), wilaya de Tizi Ouzou, Algérie. Pendant son enfance, il a fréquenté l'école primaire du village d'Azrou Kollal, où il a obtenu son certificat d'études primaires en 1928.

### Alphabet berbère
Dès son jeune âge, Mohand Amokrane Khelifati s'intéresse à sa langue, le berbère et entreprend des recherches, notamment sur sa transcription. Il compléte un alphabet berbère en 1934. La transcription de cet alphabet est originale et ne dérive ni du latin, ni de l’arabe, ni du tifinagh,,.

### Camp de Djenien Bourezg
Il adhère à l'Étoile nord-africaine (ENA) en 1936, puis au Parti du peuple algérien (PPA) à la création de ce dernier. Pour rappel, le PPA a été créé le 11 mars 1937 par Messali Hadj en France.
Militant actif au sein du PPA, Mohand Amokrane Khelifati est l'un des organisateurs du parti dans la région de Kabylie. Recherché par les autorités coloniales, il entra dans la clandestinité. Le 10 juin 1940, il est arrêté par le régime de Vichy et est interné dans le camp de Djenien Bourezg à 70 km au sud de Ain Sefra à 1 000 m d’altitude, en compagnie de militants du PPA et de communistes algériens. Il a vulgarisé son alphabet à un auditoire de prisonniers intéressés, des nationalistes et communistes kabyles. Cette initiative a entrainé une prise de conscience sur la dimension berbère de l'Algérie. Certains militants kabyles parlaient déjà de l'intégration de cette question dans le mouvement nationaliste. Mohand Amokrane a été libéré en décembre 1943 et il reprend ses activités nationalistes,,.

### Avant son arrestation de 1946
En mai 1945, il prend de nouveau le maquis et ses compagnons étaient les militants tels qu'Amar Ould Hamouda, Ouali Bennaï et d’autres. Ces militants nationalistes, jaloux de leur identité, ont toujours associé la question berbère à l’indépendance nationale et à la démocratie. Lors de la venue de Amar Khelil, délégué officiel du parti, en mars 1946, cette approche lui a été développée par les cadres de la Kabylie en présence de notamment Amar Chikh, Belaïd Aït-Medri, Salem El-Hadj et Mohand Amokrane Khelifati selon lequel la mise entre parenthèses de la question de la langue berbère fut décidée à cette réunion. Sa proposition de préparer un programme d'enseignement de tamazight en adoptant son alphabet original et de le présenter au parti fut rejetée,,.
Quelques jours après la réunion de mars 1946, Mohand Amokrane Khelifati a été arrêté après avoir tiré sur un gendarme à Draa Ben Khedda (ex Mirabeau) dans la wilaya de Tizi Ouzou. Il est jugé au tribunal de Ain El Hammam et interné à la prison de Tazoult (ex Lambèze) près de Batna,
Pour l’anecdote, le juge lui demande: « Pourquoi êtes vous allé jusqu’à Mirabeau (60 km de Michelet) pour tirer sur un gendarme ? » Si Mohand Amokrane répond au juge : «Comment êtes vous venu d’Alsace pour me juger dans mon pays (ou à Michelet) ? ».

### La crise berbériste
Durant les années de détention de Mohand Amokrane Khelifati, la question berbère a évolué. Messali Hadj a lancé « un appel aux Nations unies » en septembre 1948 où il affirme que l'Algérie est arabe. Cela a déplu à certains militants kabyles et la réponse n'a pas tardé à venir. En effet, une motion de Rachid Ali-Yahia est votée en novembre 1948, qui préconisait l'égalité des langues et des cultures berbère et arabe. « Sur 32 membres du Comité fédéral, 28 rejettent toute idée d'une Algérie arabe et musulmane et se prononcent pour la thèse de l'Algérie algérienne»  (Harbi, 1980, p. 63 et Aït-Ahmed, 1983, p. 179).
Après sa libération de Tazoult à la fin de l’année 1948, Mohand Amokrane Khelifati est dépêché à Paris par Amar Ould Hamouda (chef de l’OS en Kabylie), pour essayer de régler les problèmes surgis au cours de la crise berbériste.
Mohand Amokrane Khelifati a participé à une réunion clandestine des militants berbéristes du Mouvement pour le Triomphe des Libertés Démocratiques, MTLD, qui s’était tenue, le 6 août 1949, au 59, rue Ordener à Paris 18e. Cette réunion a été perturbée par des militants MTLD anti berbéristes. Il y a eu une trentaine de blessés légers.
À Paris, le 30 avril 1949, Mohand Amokrane Khelifati rompt avec le PPA qui ne prend pas en considération sa proposition de demande d’un congrès extraordinaire du Parti,.

### Tiwizi n tmazight
Une « Association pour le développement de la langue berbère » dite « Tiwizi n tmazight » est créée le 11 mars 1954 à Paris. Khelifati Mohand Amokrane était l’un des 12 membres du conseil d’administration composé entre autres de : Dr Aïssani, Mohand Ait Amrane, Tahar Bouaziz, Ali Boudaoud, Rabah Cerbah, Ali Daoud, Mohamed Heroui, Si Mohand Amokrane Haddag, « Jojo» d'Azazga, Si Mohand Amokrane Khelifati et Moulay. Tous sont des anciens militants du PPA-MTLD.

### Académie berbère
L’Académie berbère est une association culturelle créée le 14 juin 1966, lors d'une réunion de 25 personnes à Levallois Perret dans la région parisienne. Cette association française régie par la Loi 1901 fut fondée par quelques jeunes intellectuels kabyles dont Rahmani Abdelkader, Mohand Said Hanouz, Naroun Amar, Khelifati Med Amokrane, Taos Amrouche, Mohand Arab Bessaoud et sera parrainée par Jacques Bénet. Cette association est déclarée le 3 février 1967 sous la dénomination ABERC – Académie Berbère d’Échanges et de Recherches Culturels. Elle est domiciliée au 6, rue de la Paix 75002 Paris. Le premier bureau exécutif factuel se compose comme suit : président : Abdelkader Rahmani ; 1er vice-président : Amar Naroun ; 2e vice-président : Mohand Amokrane Khelifati ; 3e vice-président : Said Hanouz ; trésorier : Mohand Arab Bessaoud ; secrétaire : Djaffar Oulahbib. Elle changea plusieurs fois de siège et se stabilisa au 5, rue d’Uzès à Paris 2e,,,.
À partir du 2 mai 1969, cette association devient « Académie berbère – Agraw Imazighen ». le bureau de cette académie comprenait : • un président : Mohand Said Hanouz, professeur de pharmacologie et écrivain ; • un vice-président : Youssef Achour, ancien sous-préfet et sénateur ; • un secrétaire général : Hamici Hamid, animateur de la chaîne de radio kabyle ; • une trésorière : Mme Mina Charlette. Mohand Arab Bessaoud assurait les fonctions de secrétaire de l’association.
Le siège de l’Académie Berbère au 5, Rue d’Uzès à Paris 2e, fut l’adresse la plus connue des Berbères d’Afrique du Nord et même au-delà. Elle a symbolisé la référence du combat amazigh des années 1970. Mohand Amokrane Khelifati a quitté l’académie au début des années 1970.

### La rue des Vignoles
Durant les années 1980, Mohand Amokrane Khelifati est tenancier d’un café sis au 37, rue des Vignoles (à hauteur du 85, rue de Buzenval) à Paris 20e, un café très fréquenté par les militants amazigh et les fans de Si Mohand Amokrane. Ce dernier ne prenant qu’un repas par jour, le dîner, un éternel couscous à l’huile d’olive, était entouré jusqu’à une heure tardive de la nuit. Cela discutait de tout : de son alphabet berbère, de la politique algérienne, de la cause berbère… Des historiens, des hommes de culture, des hommes politiques algériens et étrangers venaient recueillir l’information à la source. Il s’est éteint dans sa chambre le 24 janvier 1991 à Paris, alors qu’il était en train de lire un journal. Son corps repose à Thakouravt n Sidi Tayeb au village d’Azrou Kollal à Ain El Hammam dans la région de Tizi Ouzou.

## Commémorations et hommages
Le nom de Mohand Amokrane Khelifati est lié à la lutte pour la berbérité de l'Algérie et à l'émancipation de la langue berbère. Depuis sa disparition en 1991 jusqu'à nos jours, son nom est cité à chaque fois qu'un auteur évoque la crise berbériste ,, l'académie berbère,,, l'alphabet berbère,,.
À chaque fois qu'un militant berbériste disparaît,, à chaque commémoration des militants berbères,,, lors de journées de recueillement, le nom de Mohand Amokrane Khelifati est rappelé.
Un grand hommage lui est rendu à Azrou Kollal, son village natal, à la suite de la reconstruction de sa tombe le 24 janvier 2005.